# Tony César Gómez
Tony César Gómez (Cerro Largo, 23 de abril de 1967) é um ex-futebolista uruguaio que atuava como defensor.

## Carreira
Tony César Gómez integrou a Seleção Uruguaia de Futebol na Copa América de 1997.